# Édouard Simon (homme politique, 1923-1988)
Pour les articles homonymes, voir Édouard Simon et Simon.
Édouard Simon, né le 2 novembre 1923 à Maure-de-Bretagne (Ille-et-Vilaine) et mort le 17 août 1988 à Lieuron (Ille-et-Vilaine), est un homme politique français.

## Biographie
Suppléant d'Isidore Renouard, député de la 4e circonscription d'Ille-et-Vilaine, il entre à l'Assemblée nationale en 1975 après le décès accidentel de ce dernier. Trois ans plus tard, il ne se représente pas et laisse la circonscription à Alain Madelin.

## Détail des fonctions et des mandats
Mandat parlementaire
- 19 avril 1975 - 2 avril 1978 : Député de la 4e circonscription d'Ille-et-Vilaine